# Wilgotnica kosmkowata
Wilgotnica kosmkowata (Hygrocybe turunda (Fr.) P. Karst.) – gatunek grzybów z rodziny wodnichowatych (Hygrophoraceae).

## Systematyka i nazewnictwo
Pozycja w klasyfikacji według Index Fungorum: Hygrocybe, Hygrophoraceae, Agaricales, Agaricomycetidae, Agaricomycetes, Agaricomycotina, Basidiomycota, Fungi.
Po raz pierwszy takson ten zdiagnozował w 1818 r. Elias Fries nadając mu nazwę Agaricus turundus. Obecną, uznaną przez Index Fungorum nazwę nadał mu w 1879 r. Petter Karsten.
Niektóre synonimy:

- Agaricus superbus Lasch 1828
- Agaricus turundus Fr. 1818
- Hygrocybe turunda var. macrospora Hongo 1956
- Hygrophorus turundus (Fr.) Fr. 1838
- Hygrophorus turundus var. macrosporus Hongo 1956
- Hygrophorus turundus var. sphaerosporus Rea 1922
- Hygrophorus turundus var. superbus (Lasch) Berk. & Broome 1871
- Hygrophorus turundus ß mollis Berk. & Broome 1871
- Pseudohygrocybe turunda (Fr.) Kovalenko 1988

Nazwę polską nadała w 1997 r. Barbara Gumińska.

## Występowanie i siedlisko
W Europie jest szeroko rozprzestrzeniona. Występuje także na zachodnim wybrzeżu północnej części Ameryki Północnej, w Korei, Japonii, Nowej Zelandii i Australii. W piśmiennictwie naukowym na terenie Polski do 2003 r. notowana na 7 stanowiskach.
Rozwija się wśród traw i mchów na łąkach, zwłaszcza w sąsiedztwie krwawników, przetaczników, płonnika, torfowca.